# 빙링시 석굴

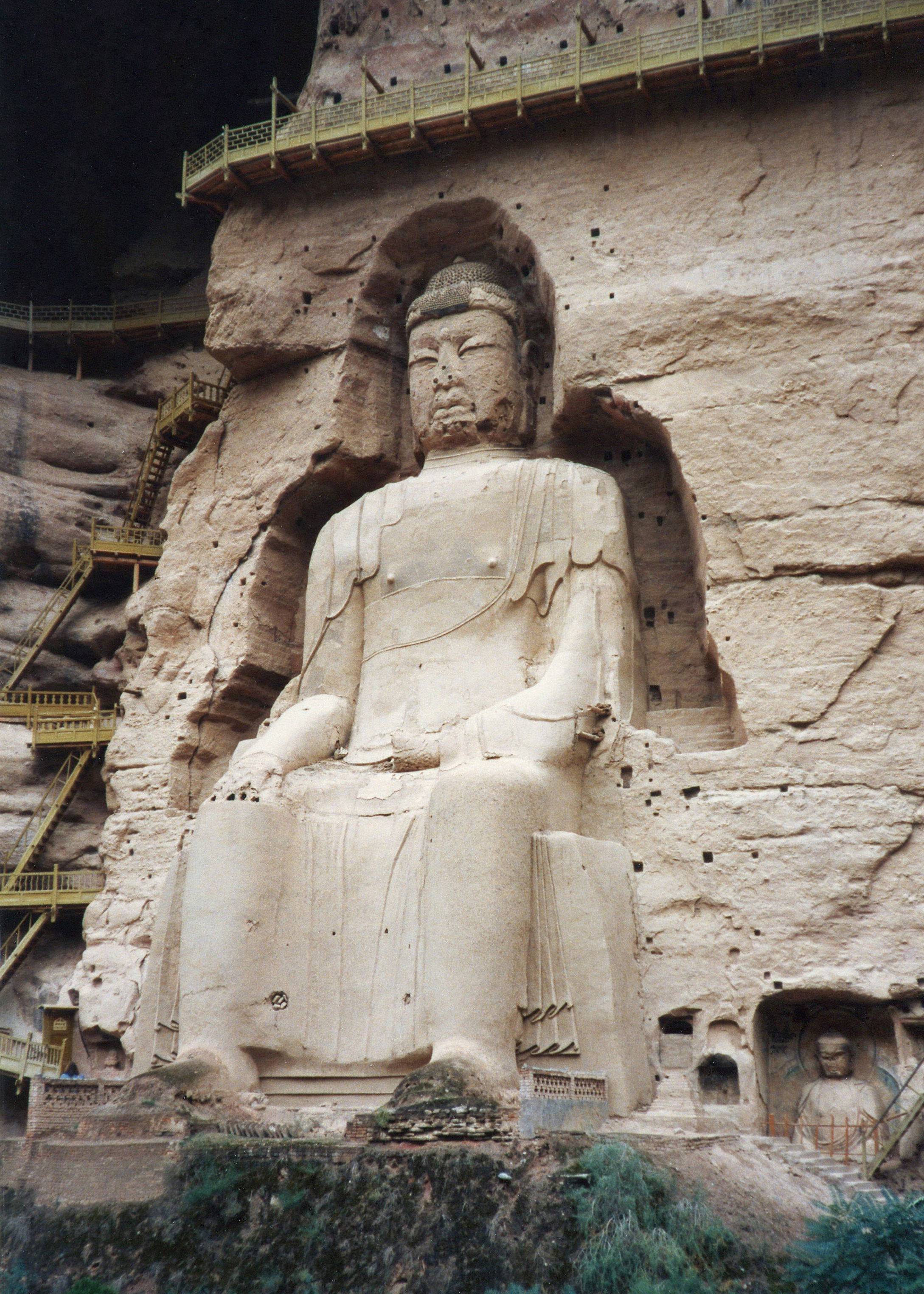
대불

빙링시 석굴(중국어 간체자: 炳灵寺 石窟, 정체자: 炳靈寺 石窟, 병음: Bǐnglíng Sì Shíkū)은 중화인민공화국 간쑤성 린샤 후이족 자치주 융징현에 있는 석굴사원(石窟寺院)이다.
서진(西晉) 초기인 3세기 무렵 황하 북쪽 기슭 대사구(大寺溝)에서 처음 굴을 뚫기 시작했다. 절이 건립된 것은 건홍(建弘) 원년(420년)이며, 4층으로 이루어져 있다. 맨 처음 부르던 이름은 당술굴(唐述窟)인데, 창어(羌語)로 귀신 굴(鬼窟)이라는 뜻이다. 당나라에서는 용흥사(龍興寺), 송나라에서는 영암사(靈岩寺)라 불렀고, 명나라 영락(永樂) 시대 이후부터 병령사(炳靈寺)라 불렀다. 병령(炳靈)은 티베트어 '仙巴炳靈'을 줄인 말로, 천불(千佛), 십만미륵불주(十萬彌勒佛洲)의 뜻이다.
현재 석굴은 34개이며, 감실 149개, 석조상 694구, 소조상 82구가 남아있다. 석굴의 형태는 윈강 석굴, 룽먼 석굴과 비슷하지만, 불감은 대부분 복발(覆鉢, 엎어진 밥그릇) 모양으로 되어 있어 다른 곳에서는 보기 드물다. 그 모습을 볼 수 있는 대표적인 굴이 제169굴인데, 거기에 건홍 원년 명문이 있다.

## 사진

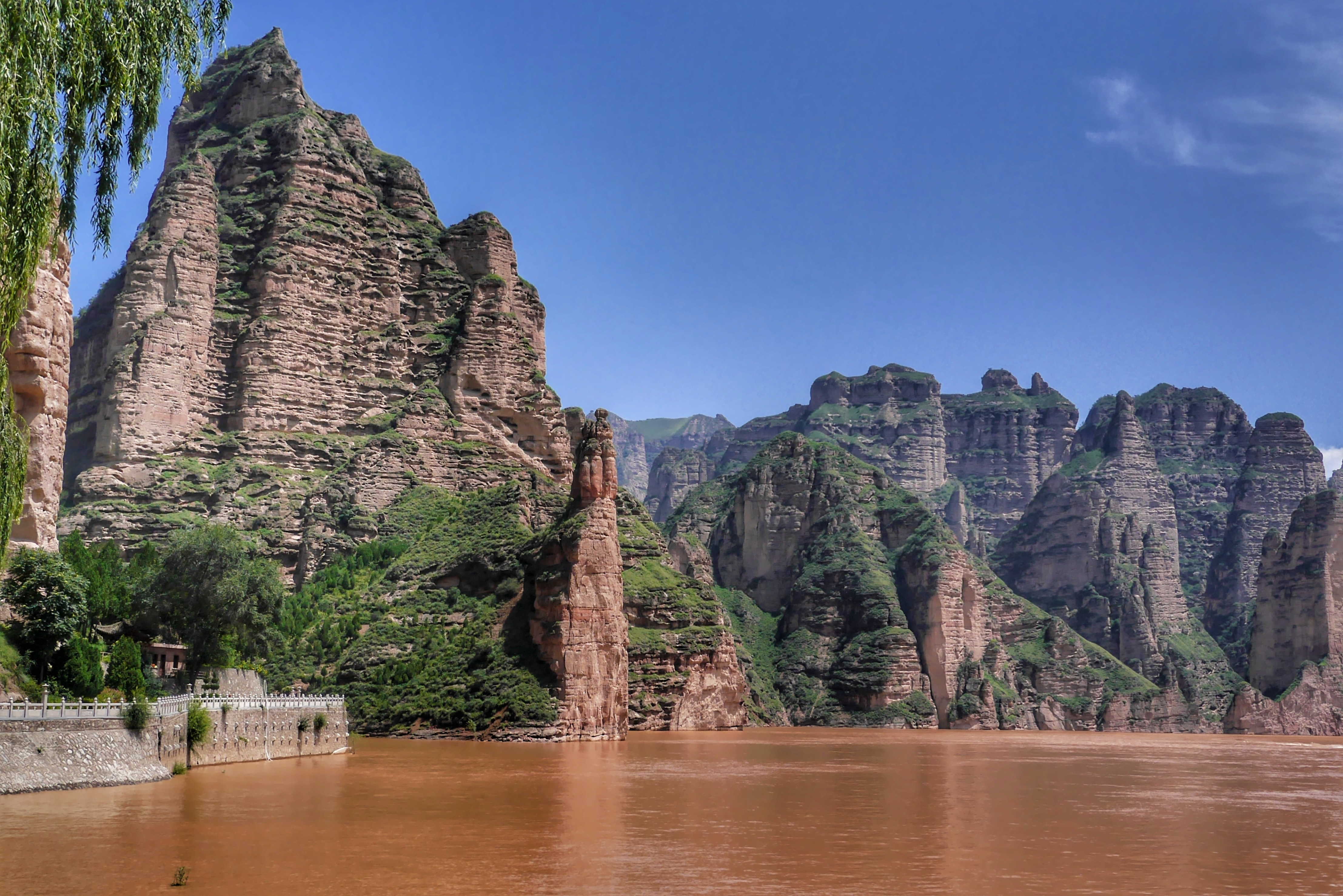
석굴 전경
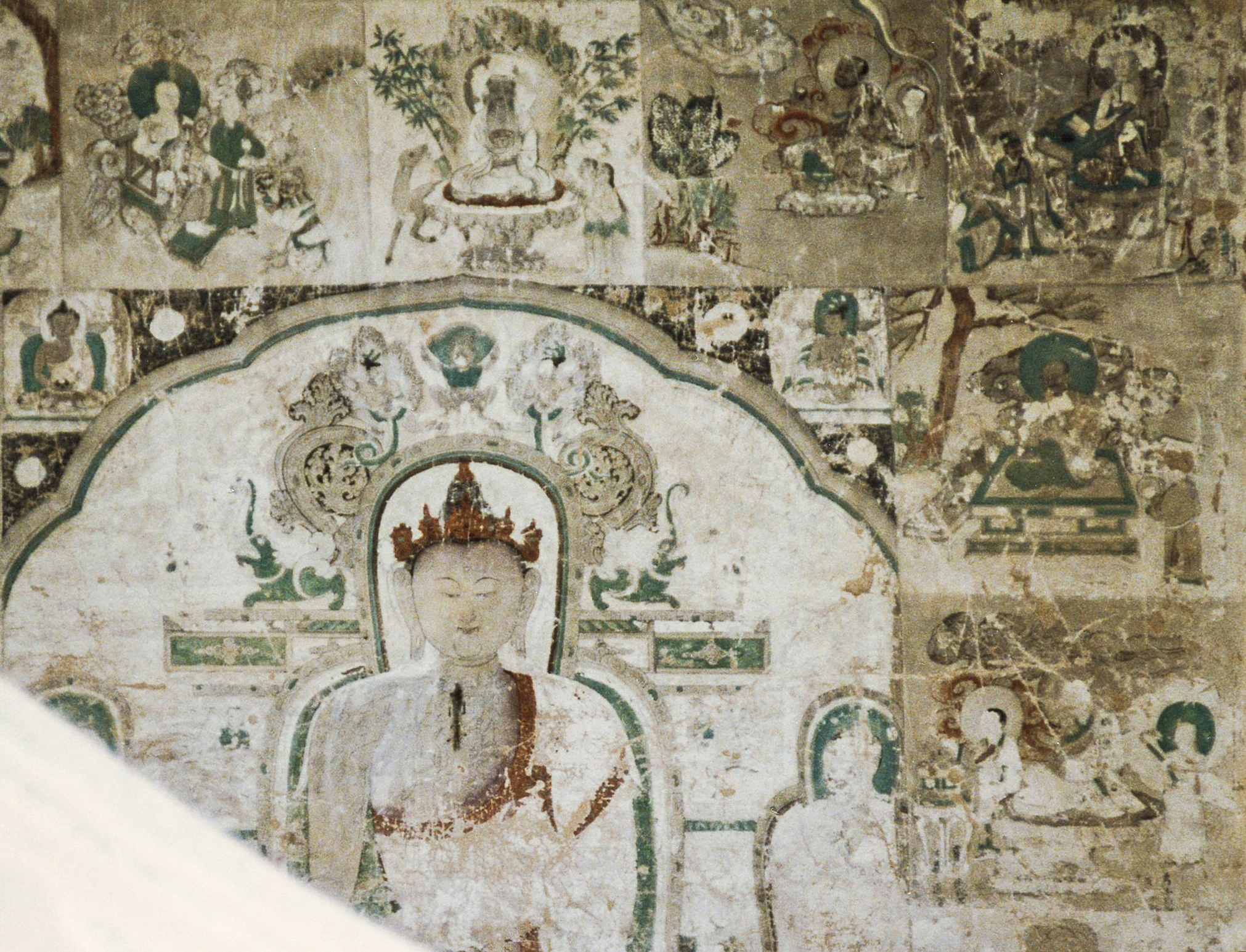
벽화

## 같이 보기
- 불교 미술
- 불교의 역사